# Square Jean-Perrin
Le square Jean-Perrin est un square situé dans le 8e arrondissement de Paris.

## Situation et accès
Le site se trouve le long de la façade nord du Grand Palais,.
Il est desservi par les lignes 1 et 13 à la station Champs-Élysées - Clemenceau.

## Origine du nom
Le square rend hommage au chimiste et homme politique Jean Perrin (1870-1942), prix Nobel de physique en 1926,.

## Historique
Outre la fontaine Miroir d'eau, la Seine et ses affluents de François-Raoul Larche, le square accueille un monument en hommage à Jean Perrin, œuvre de la sculptrice Josette Hébert-Coëffin.
Au début des années 2020, un projet de restructuration du Grand Palais prévoit le « décaissement » du square afin de faciliter l'accession au musée de part et d'autre de l'escalier donnant sur l'espace vert. L'idée est finalement abandonnée, pour une plus modeste restauration du bâtiment.